# Villadia batesii
Villadia batesii là một loài thực vật có hoa trong họ Crassulaceae. Loài này được (Hemsl.) Baehni & Macbride miêu tả khoa học đầu tiên năm 1937.